# Stanhopea grandiflora
Stanhopea grandiflora är en orkidéart som först beskrevs av Conrad Loddiges, och fick sitt nu gällande namn av John Lindley. Stanhopea grandiflora ingår i släktet Stanhopea och familjen orkidéer. Inga underarter finns listade i Catalogue of Life.

## Bildgalleri

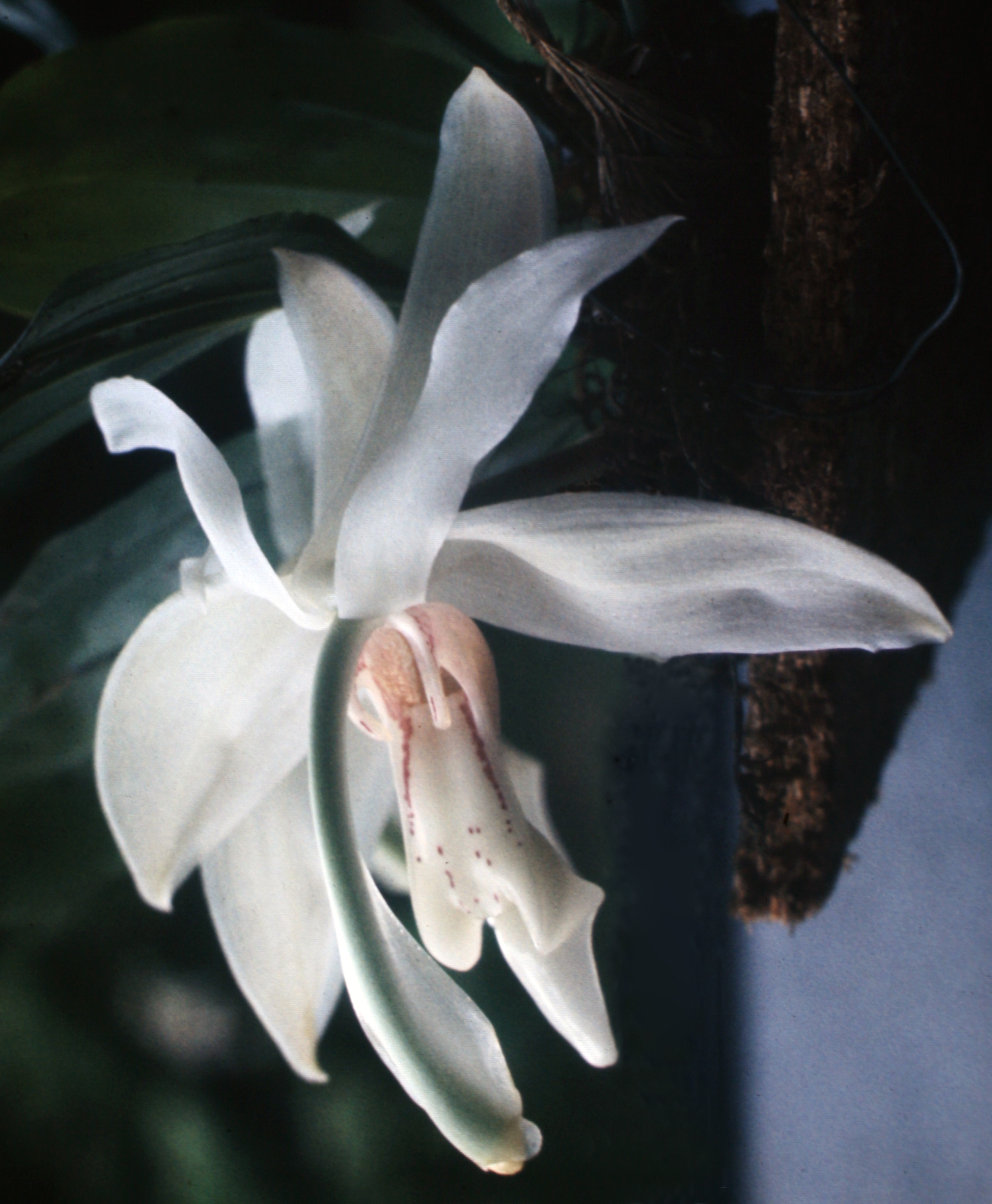
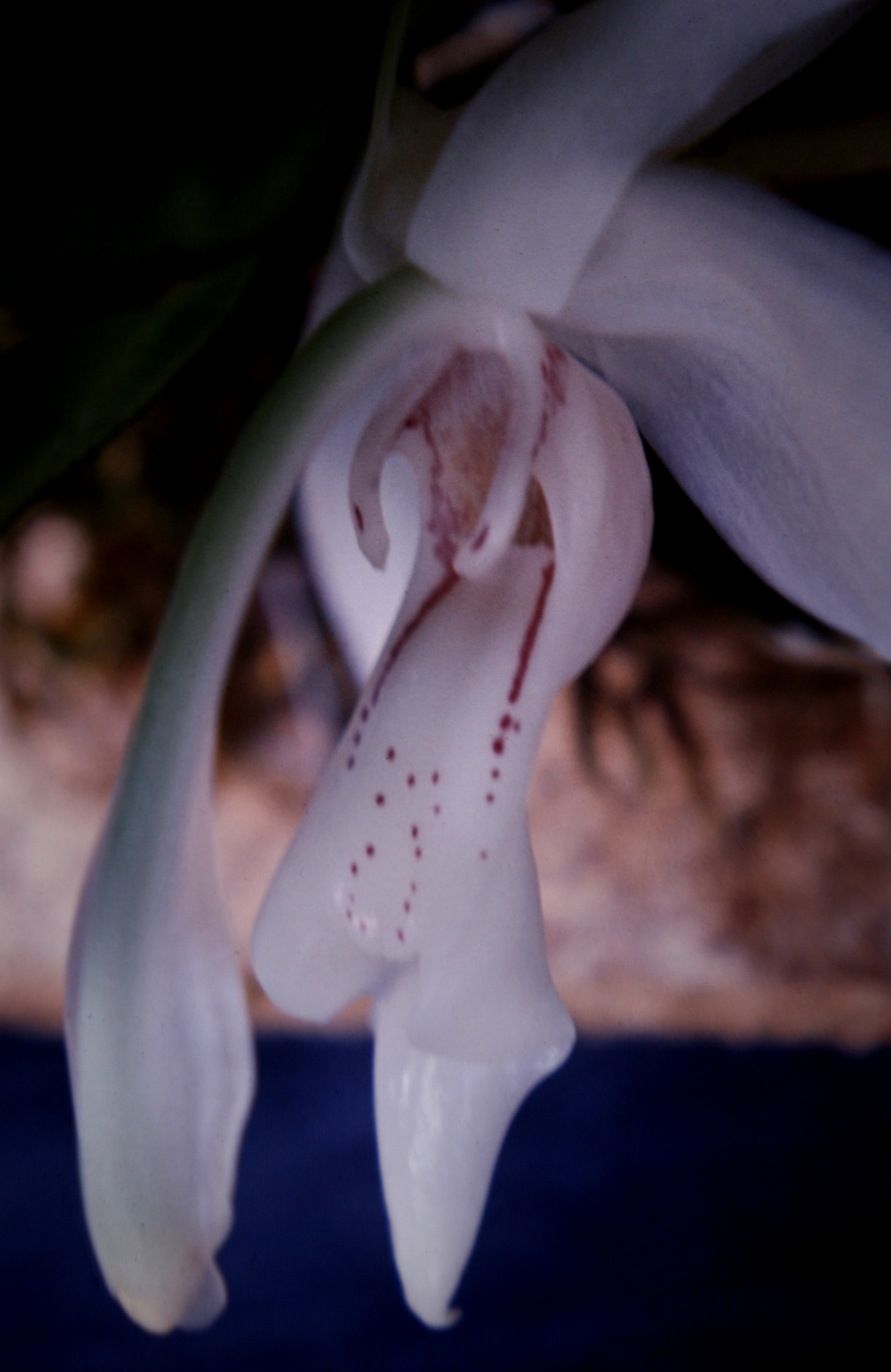
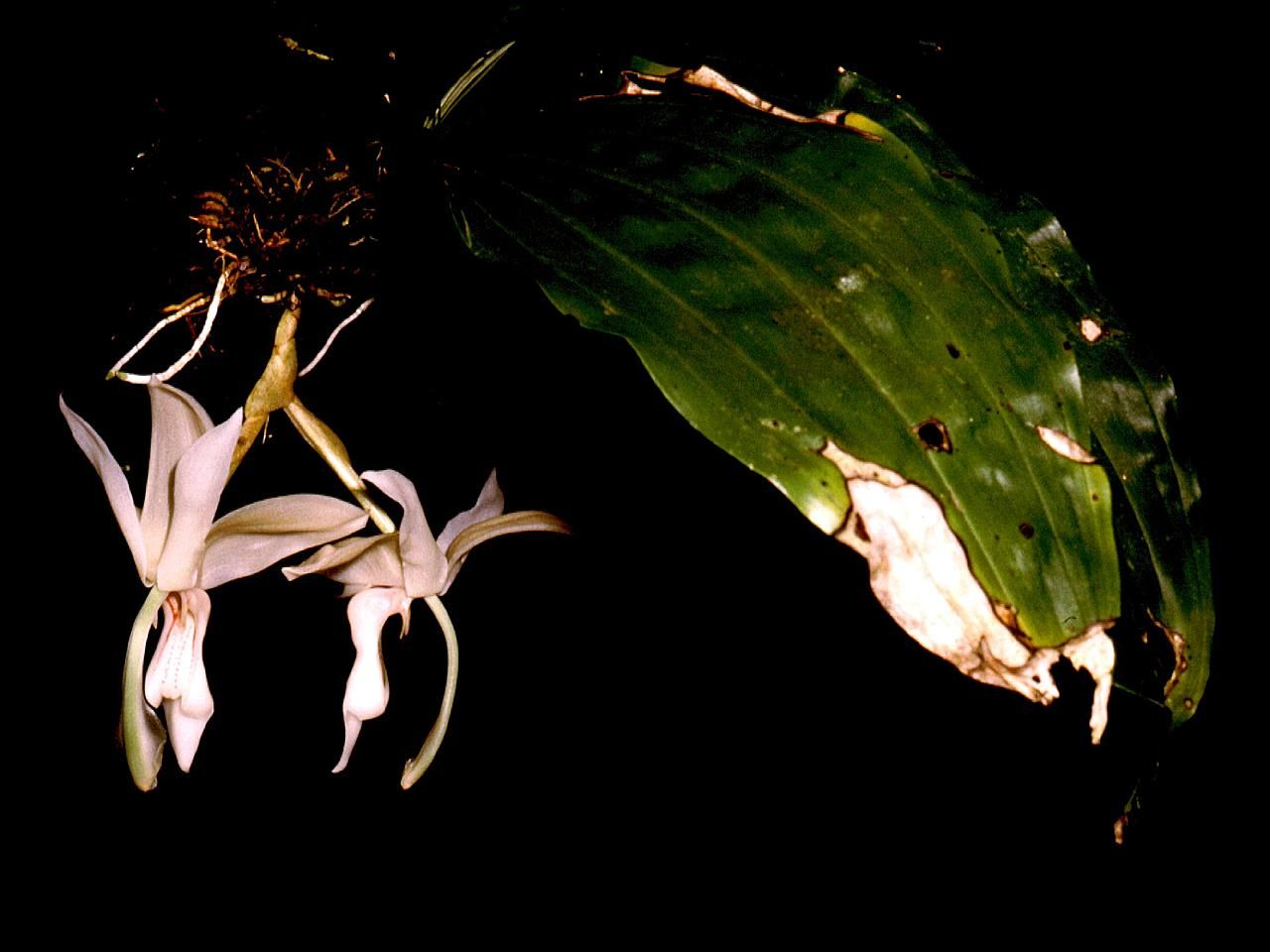
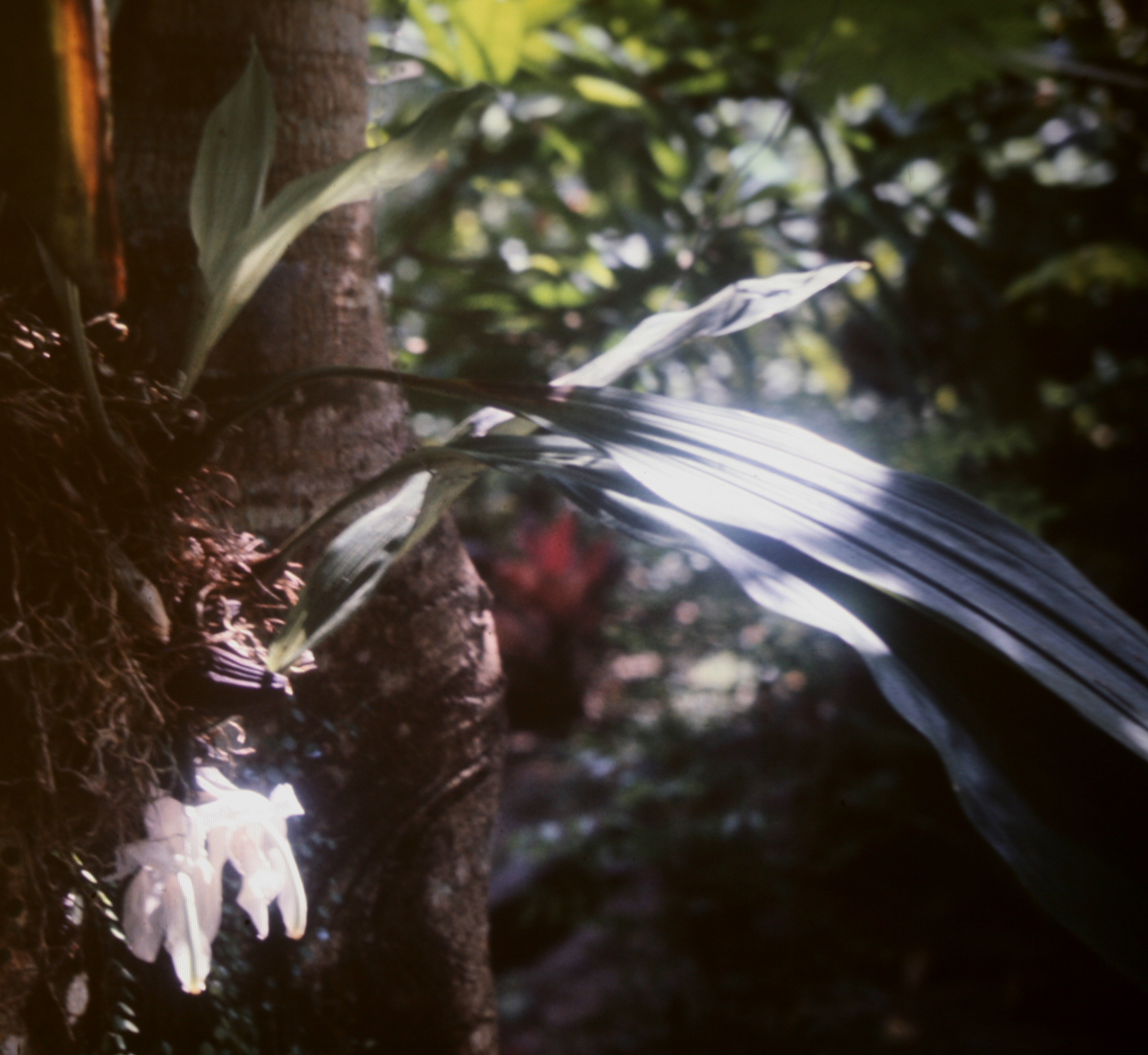
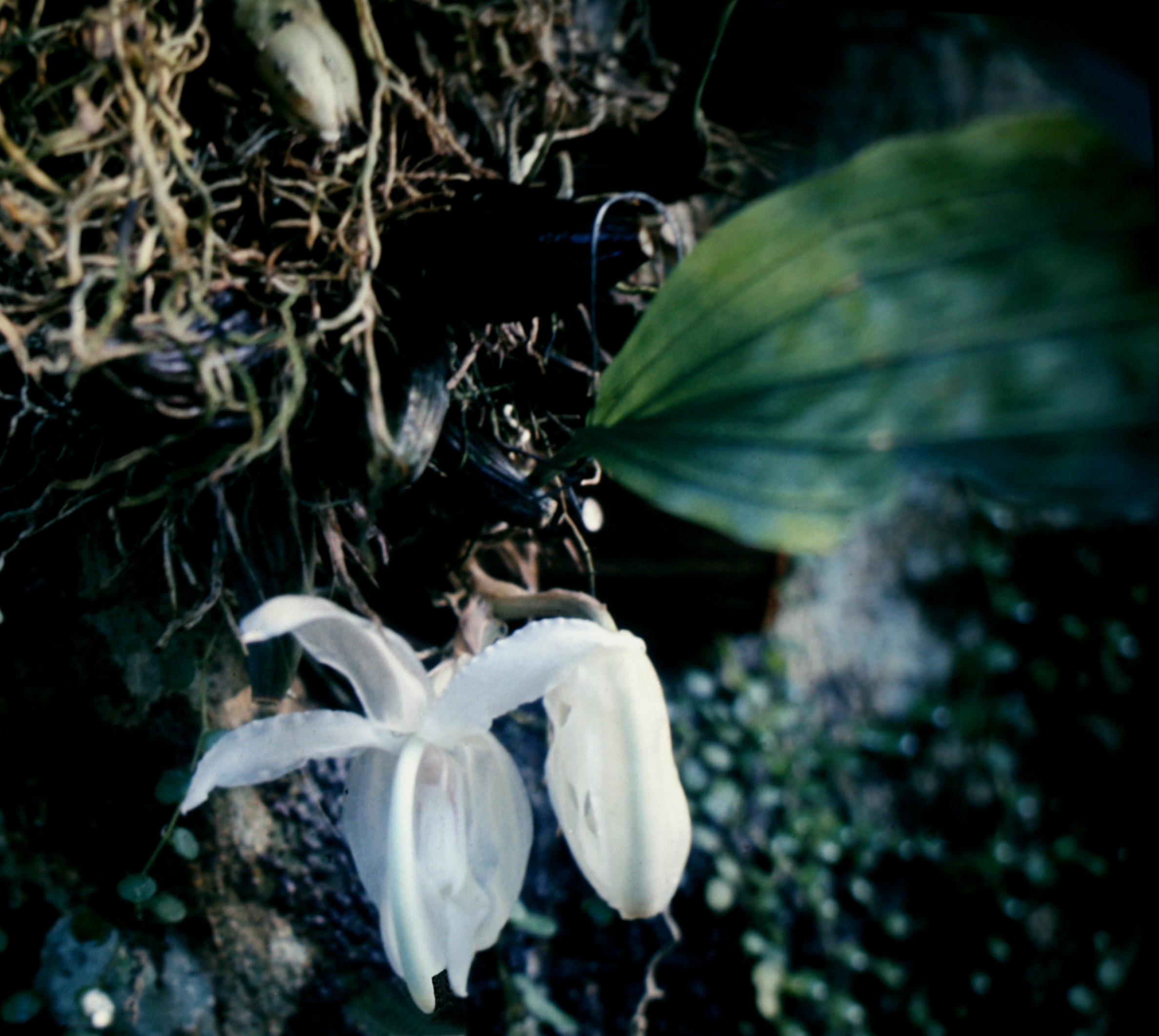
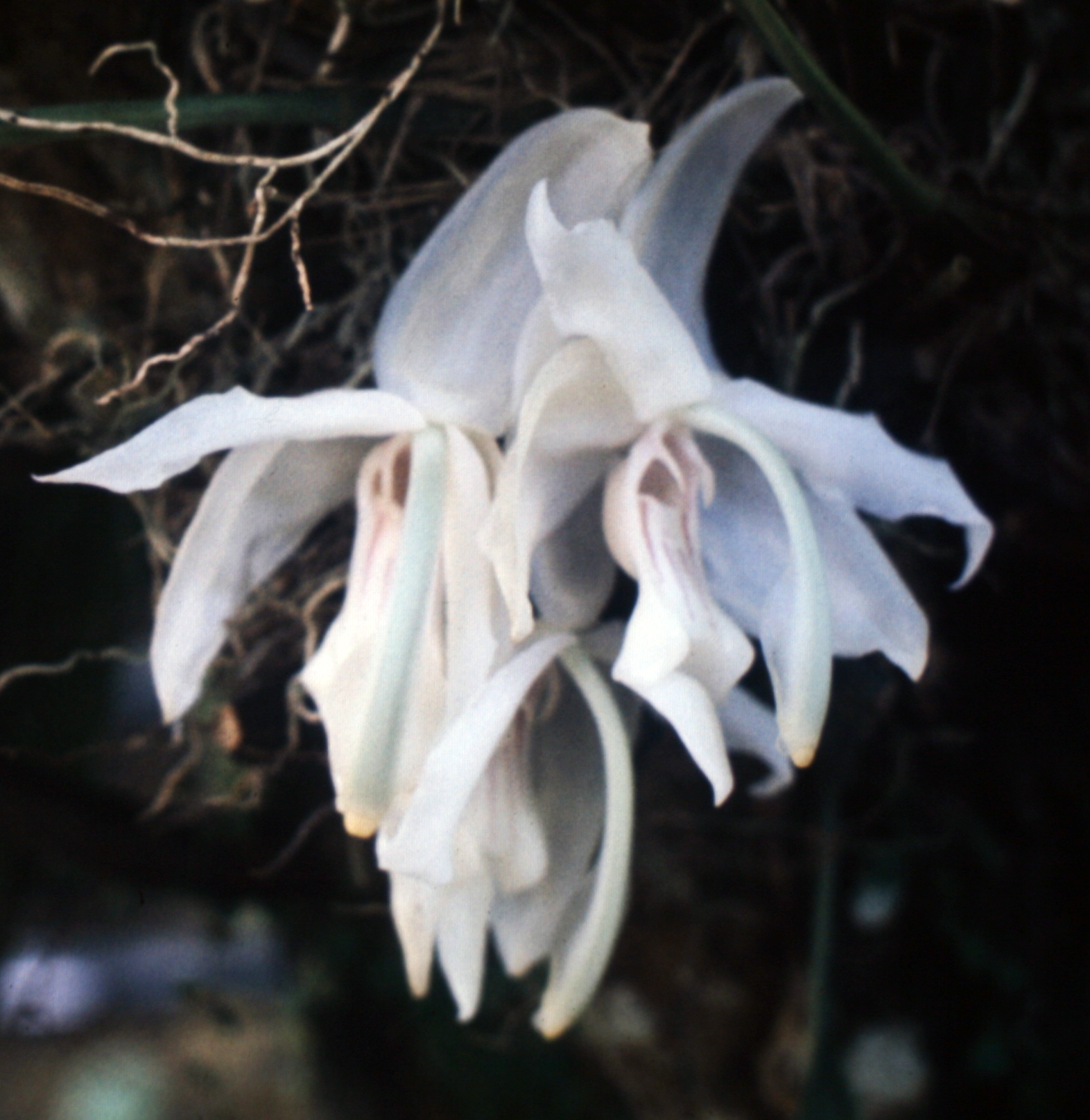